# Nine oh! for you
『Nine oh! for you』（ナイン オゥ! フォー ユー、90.4 You）は2018年4月17日より岐阜放送ラジオ（岐阜放送）で放送されている音楽のディスクジョッキー番組。放送時間は毎週火曜 - 金曜 18:00 - 21:00（『ぎふチャン ゴールデンナイター』放送時は休止）。2020年3月27日をもって枠名としては放送終了となり、一部番組が入れ替わったうえで単独番組として継続、2020年4月から2022年9月まで放送された。この間は岐阜放送ラジオ火 - 金曜18時ワイド番組枠として記載する。

## 概要
『Nine oh! for you』はぎふチャンラジオのワイドFM開局を記念して開始した、曜日別にジャズやクラシック、ジャンルを超えたさまざまな音楽を届ける番組である。番組名もワイドFMの周波数「90.4MHz」に因むものである。
2017年まで、火曜 - 金曜のこの時間帯はぎふチャンでナイター中継の無い日は、ラジオ日本でも中継がない場合およびナイターオフはラジオ日本から『60TRY部』をネット受け、ラジオ日本がナイター中継を放送する日に当局が中継を行えない（行わない）日は自主制作の『GO!GO!ミュージックナイター』を放送していたが、この番組に統一された。
なお2017年以前同様、ラジオ日本がナイター中継を放送する日にも差し替えて放送される場合があり、タイムテーブル上では本番組（および枠終了後の単独番組）の方を定時番組扱い、ナイター中継は特別番組扱いとしていた。
2022年9月末をもって単独番組3番組とも放送終了。この時間帯の自社制作は火・水曜の18:30 - 21:00『仕事のあとのラジオGYM』の放送のみに縮小され、木・金曜はラジオ関西からのネット受けとなる予定。

## 番組内容・出演者

### 2022年9月まで放送された番組
- 火曜・金曜：『スインギー奥田の音のソムリエ』

パーソナリティ：スインギー奥田（奥田英人）・Meri(19時台「Meriの部屋」)
2018年4月17日に放送開始。放送開始 - 2020年3月までは火・水曜に放送。2022年9月30日で放送終了。
- 木曜：『三輪一登のトワイライトミュージック』

パーソナリティ：三輪一登
2019年10月3日に放送開始。2022年9月29日で放送終了。
- 水曜：『小沢典子のコットンタイム』

パーソナリティ：小沢典子（ぎふチャンアナウンサー）
『Nine oh! for you』枠終了後の2020年4月1日放送開始。2022年9月28日で放送終了。

### 過去
- 『ケージ東のアゲイン!ゴールドMUSIC』

パーソナリティ：ケージ東
金曜枠で放送。前週金曜 22:00 - 25:00に放送された『ケージ東のゴールドMUSIC』の再放送。2018年4月20日 - 2019年9月27日（先行して2018年4月6日・13日にも放送。）
- 『ケージ東のオンガク（音楽）語リスト』

パーソナリティ：上原壮（放送開始 - 2019年3月、同年10月 -）、三輪一登（2019年4月 - 9月）
タイトルにケージ東とつくが、東は選曲およびプロデューサーを担当し、基本的に番組自体には登場しない（金曜移動後は20時台に出演する場合があった）。2018年4月19日放送開始 - 2019年9月26日は木曜日、同年10月4日 - 2020年3月27日は金曜日に放送。